# Я — начальник
Я — начальник (італ. Io sono il Capataz) — італійський пригодницький фільм 1950 року, у якому Ренато Рашель виконує головну роль у комедійній історії про мексиканського революціонера Панчо Вілью. Стрічку зняв режисер Джорджо Сімонеллі. 

## Сюжет
Головний герой — Угуччоне, через свою низьку статуру ніяк не може знайти роботу. Все змінюється, коли він опиняється у самому центрі революційних подій. Разом зі своїм другом Ерасмо його відправляють до Парасуели, де він має перевтілитися у диктатора Рашелліто Віллу — командира революційних військ, що захопили столицю. У цій ролі Угуччоне є лише маріонеткою в руках міністрів. Переконаний, що народ його любить, він деякий час без нарікань продовжує виконувати цю роль.
Ситуація змінюється, коли герой усвідомлює, що жителі країни насправді його ненавидять і планують повстання під керівництвом харизматичної Рози де Фуего. Під час нападу лише завдяки винахідливості Ерасмо повстанців вдається переконати, що перед ними не жорстокий Рашелліто, а його брат-близнюк Панчо, який прибув, щоб боротися з тиранією. Скориставшись своїм знанням таємних ходів у палаці, Угуччоне спритно маневрує між двома образами: як Рашелліто він управляє міністрами, а як Панчо веде повстанців до переможного рішення, яке задовольняє народ. Здобувши визнання як визволитель, він відмовляється від влади, щоб розпочати нове життя разом із Розою де Фуего.

## У головних ролях
- Ренато Рашель — у ролі Угуччоне/Рашелліто Вілла
- Сільвана Пампаніні — у ролі Рози де Фуего
- Вірджиліо Рієнто — Ваке (Wache)
- Мерілін Буферд — Мойра
- Луїджі Павезе — Ерасмо
- Вітторіо Дузе — Пучеро
- Ніно Крісман — Гонсалес
- Маріо Пізу — Уртандо
- Бруно Кореллі — Французький кравець
- Віккі Хендерсон — Креольська танцівниця

## Критика
Італійський кінокритик Альберто Альбетаззі зауважив, що хоча комік Ренато Рашель блискуче проявив себе на театральній сцені, як кіноактор він ще не досяг творчої зрілості. Це, на думку критика, робить його залежним від оригінальності сценарного матеріалу. У випадку цього фільму, за словами Альбетаззі, стрічка залишає не найкраще враження, яке актор своїм талантом врятувати не зміг.

## Цікаві факти
- Попри скептичні відгуки критиків, фільм мав великий успіх серед глядачів та зібрав понад 421 мільйон лір у прокаті в Італії.
- Софі Лорен, одна з майбутніх легенд італійського кіно, зіграла невелику роль секретарки диктатора.
- У 1954 році фільм було знову випущено у кінотеатрах під зміненою назвою — «Ritorno il Capataz» (Повернення начальника)[3].